# Täsch
Täsch (toponimo tedesco) è un comune svizzero di 1 237 abitanti del Canton Vallese, nel distretto di Visp.

## Geografia fisica

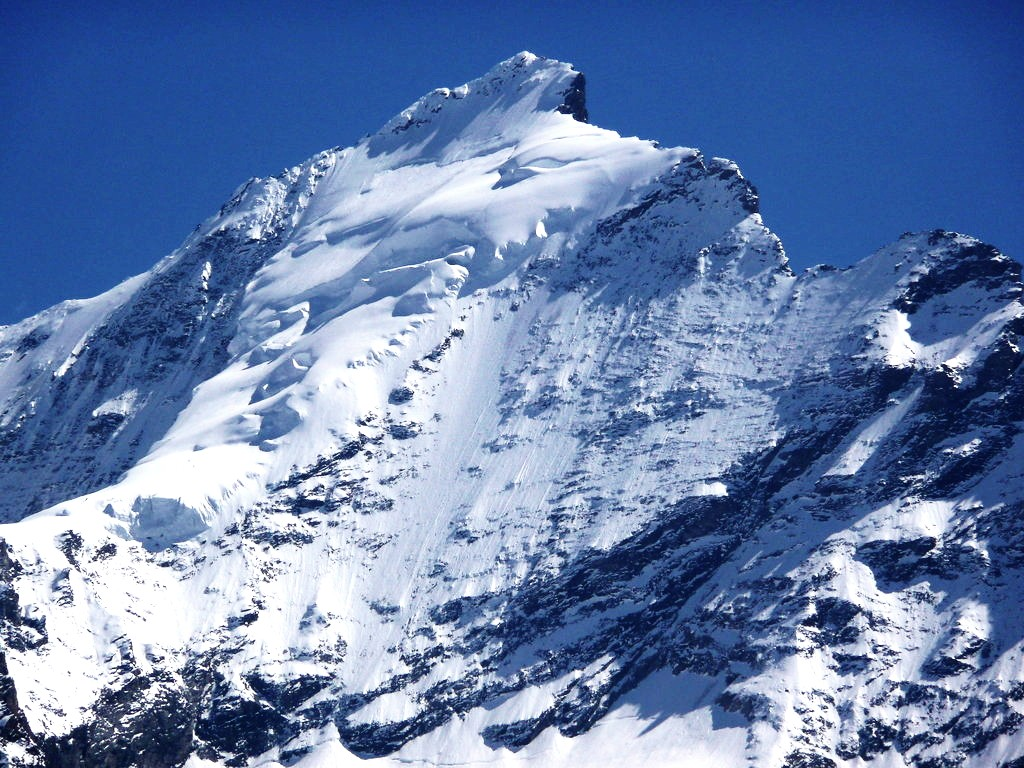
Il Täschhorn

Täsch si trova nella valle Mattertal, cinque chilometri a valle di Zermatt; è contornato da diversi 4000 delle Alpi e il Täschhorn si trova direttamente sopra il paese.

## Monumenti e luoghi d'interesse
- Chiesa parrocchiale cattolica, eretta nel 1939[1];
- Rifugio Täschhütte (2 701 m s.l.m.);
- Rifugio Kinhütte (2 584 m s.l.m.).

## Società

### Evoluzione demografica
L'evoluzione demografica è riportata nella seguente tabella:
Abitanti censiti

## Infrastrutture e trasporti

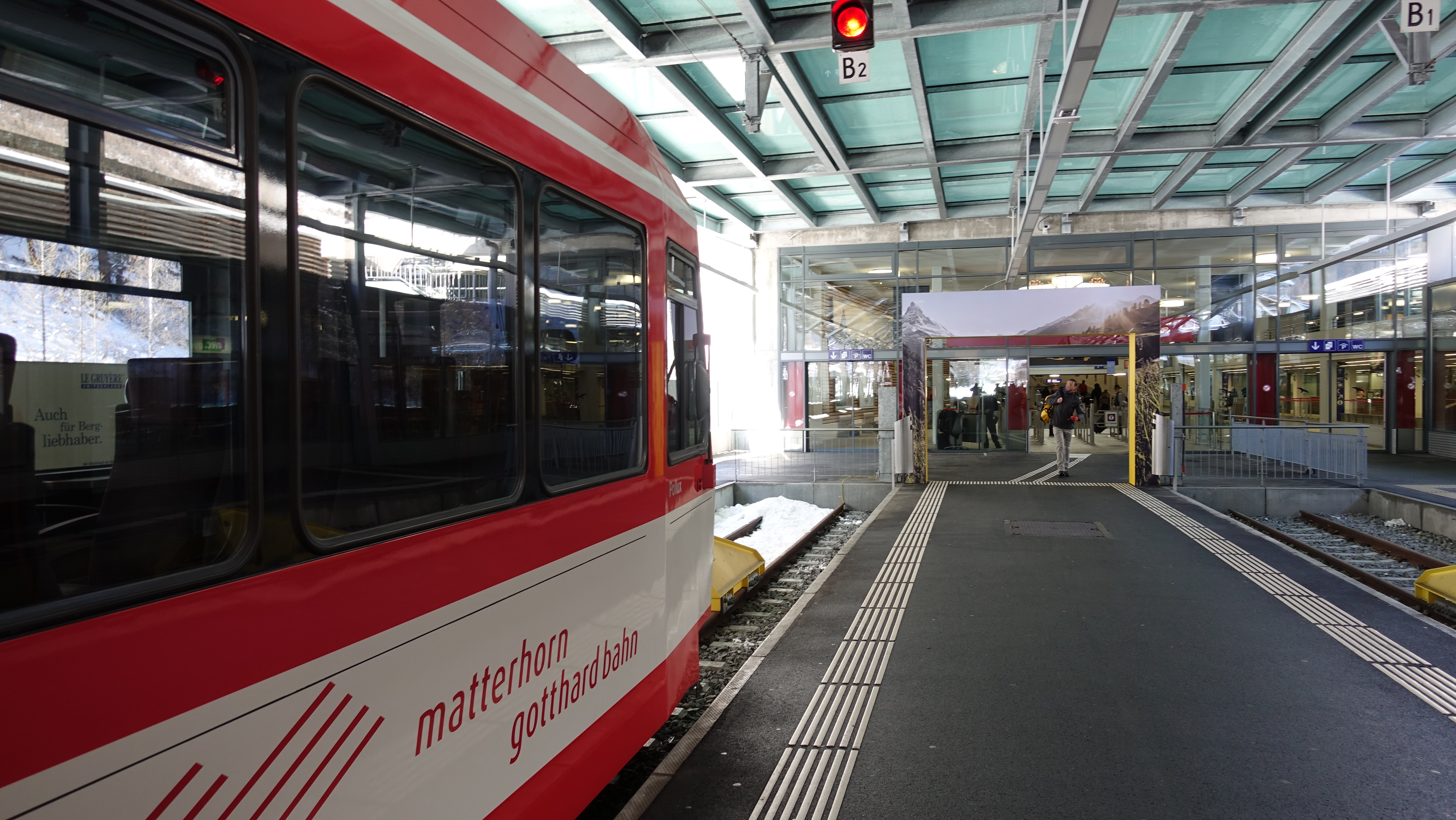
La stazione di Täsch

Täsch è servito dall'omonima stazione, sulla ferrovia Briga-Visp-Zermatt ed è l'ultima località della Mattertal raggiungibile in automobile; per recarsi a Zermatt occorre utilizzare uno dei frequenti treni navetta da Täsch, attrezzata con un apposito autosilo.

## Amministrazione
Ogni famiglia originaria del luogo fa parte del cosiddetto comune patriziale e ha la responsabilità della manutenzione di ogni bene ricadente all'interno dei confini del comune.